# 범죄피해자 보호법
범죄피해자 보호법은 범죄피해자 보호와 지원의 기본 정책 등을 정하고 타인의 범죄행위로 인하여 생명, 신체에 피해를 받은 사람을 구조함으로써 범죄피해자의 복지증진에 기여하는 대한민국 법률이다. 과실에 의하여 발생된 범죄에 대해서는 국가의 책임이 면제된다.

## 손해배상과 관계
국가는 피해자 또는 유족이 당해 범죄피해를 원인으로 하여 손해배상을 받은 때에는 그 금액의 한도내에서 구조금을 지급하지 아니한다. 또 국가는 범죄피해구조금을 지급한 때에는 그 지급한 금액의 한도내에서 당해 범죄피해구조금의 지급을 받은 자가 가지는 손해배상청구권을 대위한다.

## 외국인의 경우
형사보상청구권은 외국인도 형사보상청구권의 요건을 갖추면 청구할 수 있으나 범죄피해자구조청구권은 외국인에 대하여는 상호보증주의가 적용된다.